# オルフェウス (ギュスターヴ・モロー)
『オルフェウス』（仏: Orphée, 英: Orpheus）あるいは『オルフェウスの首を運ぶトラキアの娘』（仏: Jeune fille thrace portant la tête d'Orphée）は、フランス象徴主義の画家ギュスターヴ・モローが1865年に制作した絵画である。油彩。主題はギリシア神話に登場する音楽家オルフェウスの死にまつわる物語から取られている。モローの代表作として知られ、死せるオルフェウスとトラキアの少女を残酷で美しい対比として描いている。
1856年のテオドール・シャセリオーの死後、モローはイタリアを旅行してルネサンス期の巨匠たちに学び、その成果として1864年に『オイディプスとスフィンクス』（Œdipe et le Sphinx）、1865年に『イアソン』（Jason）を制作して、サロンに出品した。さらに1866年のサロンには本作品や『自らの馬に喰い殺されるディオメデス』（Diomède dévoré par ses chevaux）、素描『ペリ』（Péri）を出品し、好評を博した『オルフェウス』は国家買い上げとなった。現在はパリのオルセー美術館に所蔵されている。

## 主題
オルフェウスはギリシア神話に登場する音楽家である。芸術の女神ムーサの1人カリオペとオイアグロスあるいはアポロンの子で、長じて吟遊詩人となり、その歌声は岩や木々を動かしたと伝えられている。オルフェウスの最も有名なエピソードは蛇に咬まれて死んだ妻エウリュディケを連れ戻すために冥府へ下るという物語である。オルフェウスは冥府の王ハデスを説得し、決して振り返って妻の姿を確かめようとしてはならないという条件でエウリュディケを連れ出すことに成功したが、地上に戻る途上で禁を破ってしまったため、彼女を永遠に失ってしまう。その後、オルフェウスは女たちの愛を拒んだため、ディオニュソスの信女たち（マイナデス）に引き裂かれて死に、ヘブロス川に落ちたオルフェウスの首と竪琴はレスボス島のメテュムナに流れ着いた。あるいはピエリアに埋葬された。

## 作品
1人の少女がオルフェウスの首を竪琴の上に置いて、両手で大切そうに持ち、目を閉じた詩人の顔を静かに見つめている。その仕草は洗礼者ヨハネの首を持つサロメを思い出させるが、彼女の横顔は穏やかであると同時に神秘的であり、オルフェウスを崇敬しているかのようである。目もとに見える深い影は強い哀れみの感情を示し、絵画全体を包むメランコリックな雰囲気を象徴している。モローは曖昧な魅力に満ちた不穏な雰囲気の半ば幻想的な世界を描き出しており、1870年代のモローを特徴づけた黄金色の明暗法、複雑な構図、官能的でありながら神秘的な雰囲気などの成熟した作風をすでに本作品に見ることができる。金髪を編み上げた少女は文様のある青と緑のドレスを身にまとい、右肩から腰にかけて赤と黄色の布を巻いて、胸元に死者の手向けと思われる花束を挟み込んでいる。若い女の背後のレモンの低木には果実が実っているが、背景の大部分は岩がちな荒涼とした大地であり、その中を川が流れている。画面左上の切り立った巨大な岩塊は下部がアーチ状になり、その奥に遠くの景色を見ることができる。岩塊の上には牧杖を持った3人の牧童たちが座り、画面右下にはギリシア神話で竪琴を作る際の材料になったと伝えられるカメが歩いている。

### 着想源

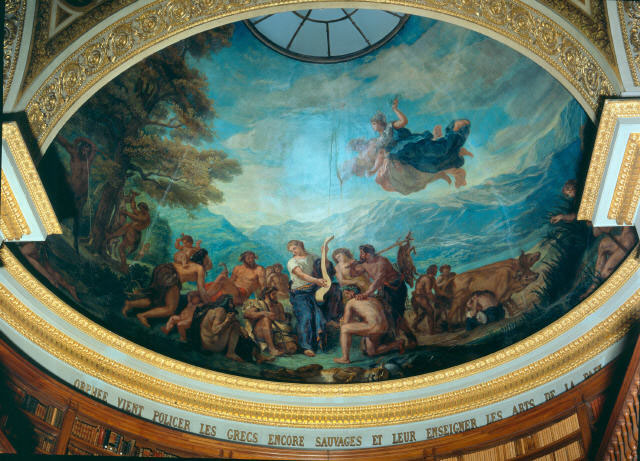
ウージェーヌ・ドラクロワの『未開のギリシア人を文明化し、平和の芸術を教えに来たオルフェウス』。1838年から1847年。ブルボン宮殿。

19世紀のフランス画壇ではオルフェウスの主題は長い間忘れられていたが、ロマン主義の画家ウジェーヌ・ドラクロワがブルボン宮殿の天井画に『未開のギリシア人を文明化し、平和の芸術を教えに来たオルフェウス』（Orphée vient policer les Grecs encore sauvages et leur enseigner les Arts de la Paix, 1840年-1847年）を描いて以降、再び注目を集めるようになる。
本作品の主題について、モローはサロンの目録に「一人の娘が、へブロスの流れによってトラキアの岸辺に運ばれたオルフェウスの首と竪琴とを恭しく拾い上げる」と記したが、古代の典拠にトラキアの少女がオルフェウスの首を拾い上げるという物語は発見されておらず、モローの創作と推測されている。着想源の1つとして考えられるものに、モローが所持していた神話辞典が挙げられる。そこにはイオニア地方のメレス川の河口近くで漁師が美しいオルフェウスの首を発見したという伝説が紹介されている。とはいえ少女が詩人の首を拾い上げるという場面は前例がない。

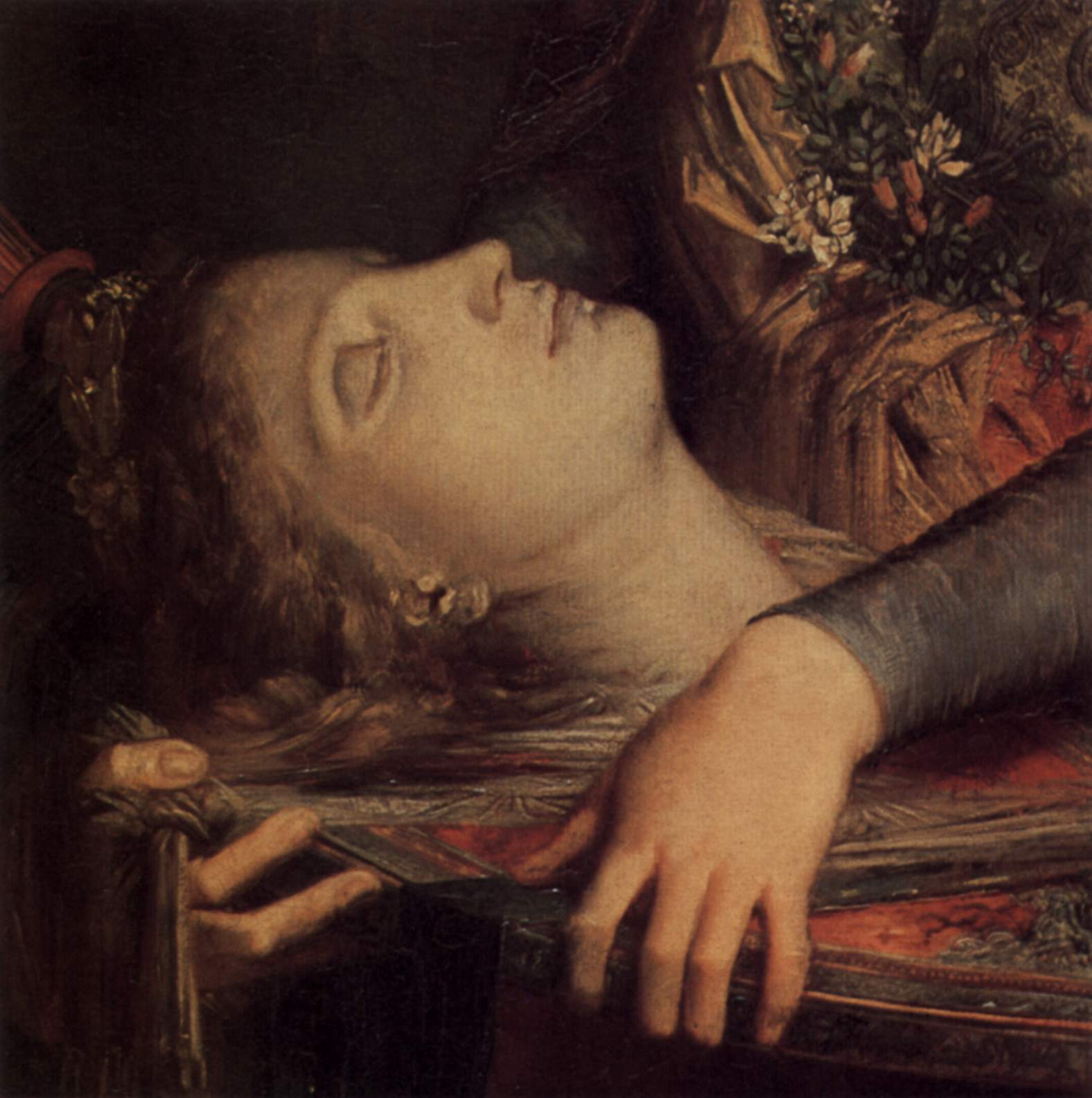
竪琴の上に置かれたオルフェウスの首（ディテール）。

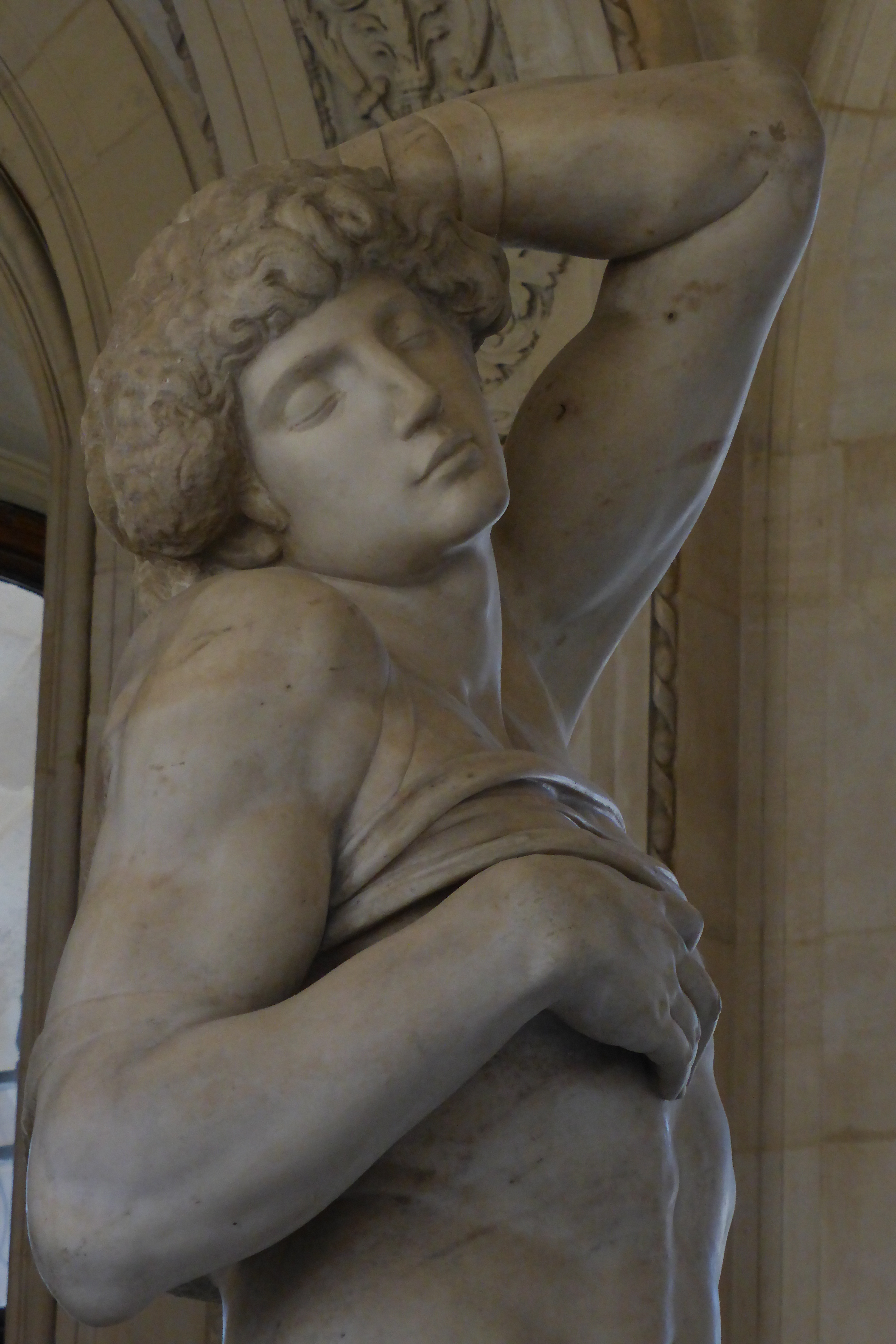
ミケランジェロ・ブオナローティの彫刻『瀕死の奴隷』。ルーヴル美術館所蔵。

モローの『オルフェウス』を予告する絵画としては、テオドール・シャセリオーの1851年の絵画『野生の馬に乗って気絶したマゼッパを見つけるコサックの娘』（Une jeune fille cosque trouve Mazeppa évanoui sur le cheval sauvage, dit aussi Mazeppa）が挙げられる。これはバイロンの叙事詩『マゼッパ』に取材した作品で、異国のコサックの少女が、野生の馬に繋がれて追放されたために荒野で気絶した英雄マゼッパを発見する様を描いており、本作品の命を落としたオルフェウスと美しい少女との対比と共通している。

### 制作
イタリアから帰国したモローは『オイディプスとスフィンクス』、『イアソン』に続いて、イタリアのルネサンス芸術の研究成果を積極的に取り込んだ作品『オルフェウス』を制作した。たとえばオルフェウスの首はミケランジェロ・ブオナローティの彫刻『瀕死の奴隷』の頭部に基づくことが指摘されている。モローはミケランジェロの彫刻の頭部石膏像を所有しており、素描に利用することができた。オディール・セバスティアーニ＝ピカール（Odile Sébastiani-Picard）はギュスターヴ・モロー美術館に残されている素描を比較研究し、モローが彫刻の素描を繰り返し、角度を変えながらオルフェウスの顔を作り出していったことを明らかにした。
初期の全体的な構想については、トラキアの少女が画面の右に向かって身を屈め、水面を漂うオルフェウスの首を拾うとする場面を描いた素描が何点か知られている。おそらく全体の構図が定まったときも、少女は画面の右方向を向いていたが、その後女性像を反転して用いたと考えられる。
画面左の岩山と右の風景はレオナルド・ダ・ヴィンチの『岩窟の聖母』の影響が色濃く表れている。

トラキアの少女についてはペルジーノや初期ラファエロの影響が指摘されている。またモローは少女の衣装を色彩に加えて装飾性豊かに描いている。モローはしばしば作品に多くの装飾的細部を描き込んだが、その作風がより顕著となるのは1870年代であり、同時期の作品と比較するとその傾向はかなり強い。通常、古代の女性を描く際は古代ギリシアの白いペプロスをまとわせるのが通例であるが、モローはトラキアの少女にそうした衣装を着せなかった。この点についてモローは後にサロメと関連して次のように述べている。
日本のモロー研究者・喜多崎親は、少女の衣装の文様はモローが所持していたオーウェン・ジョーンズ）の装飾図版集『文様の文法』（The Grammar of Ornament, 1856年）の装飾文様をもとに描いたと指摘している。

## 当時の反応

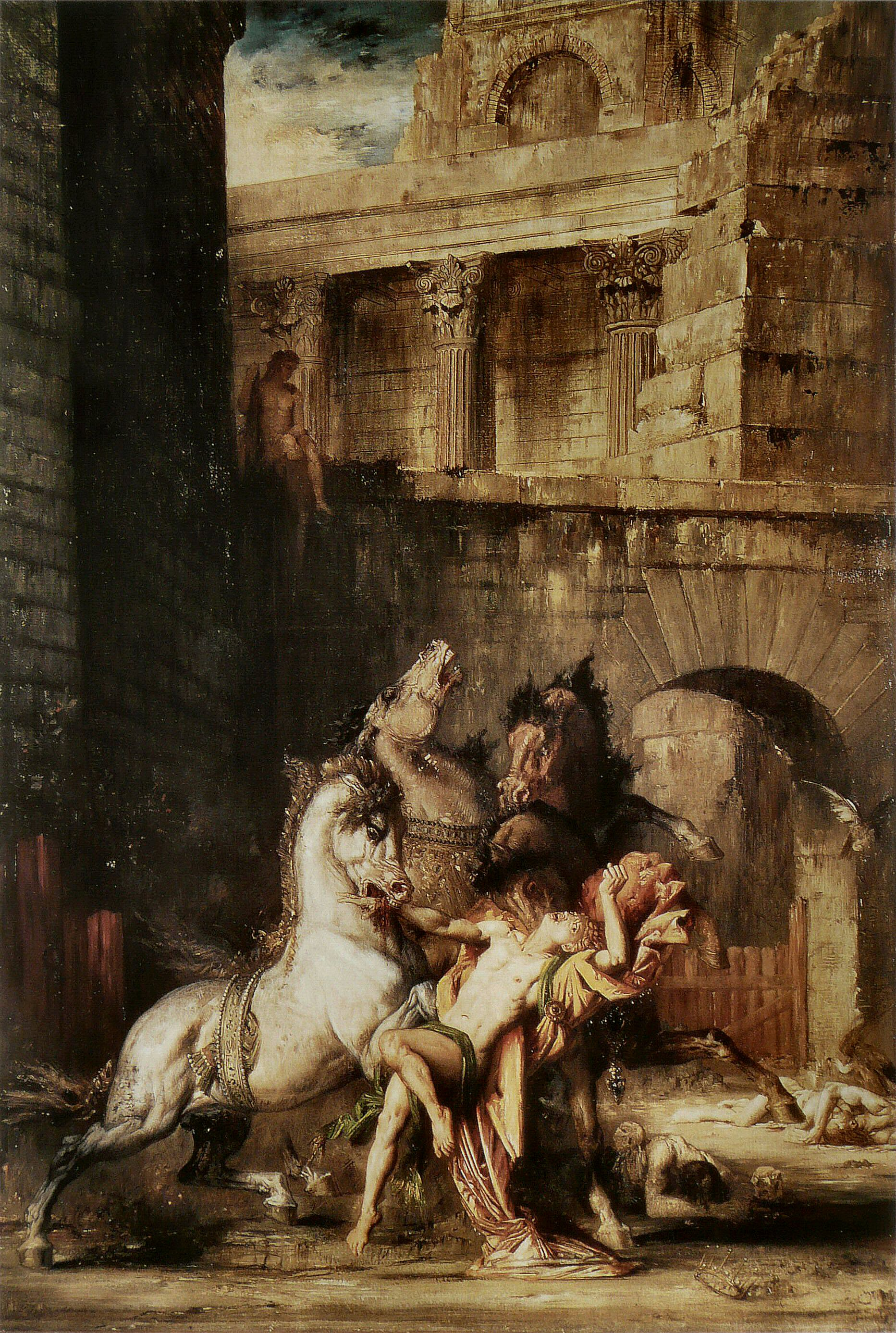
同年のサロンに出品した『自らの馬に喰い殺されるディオメデス』。ルーアン美術館所蔵。

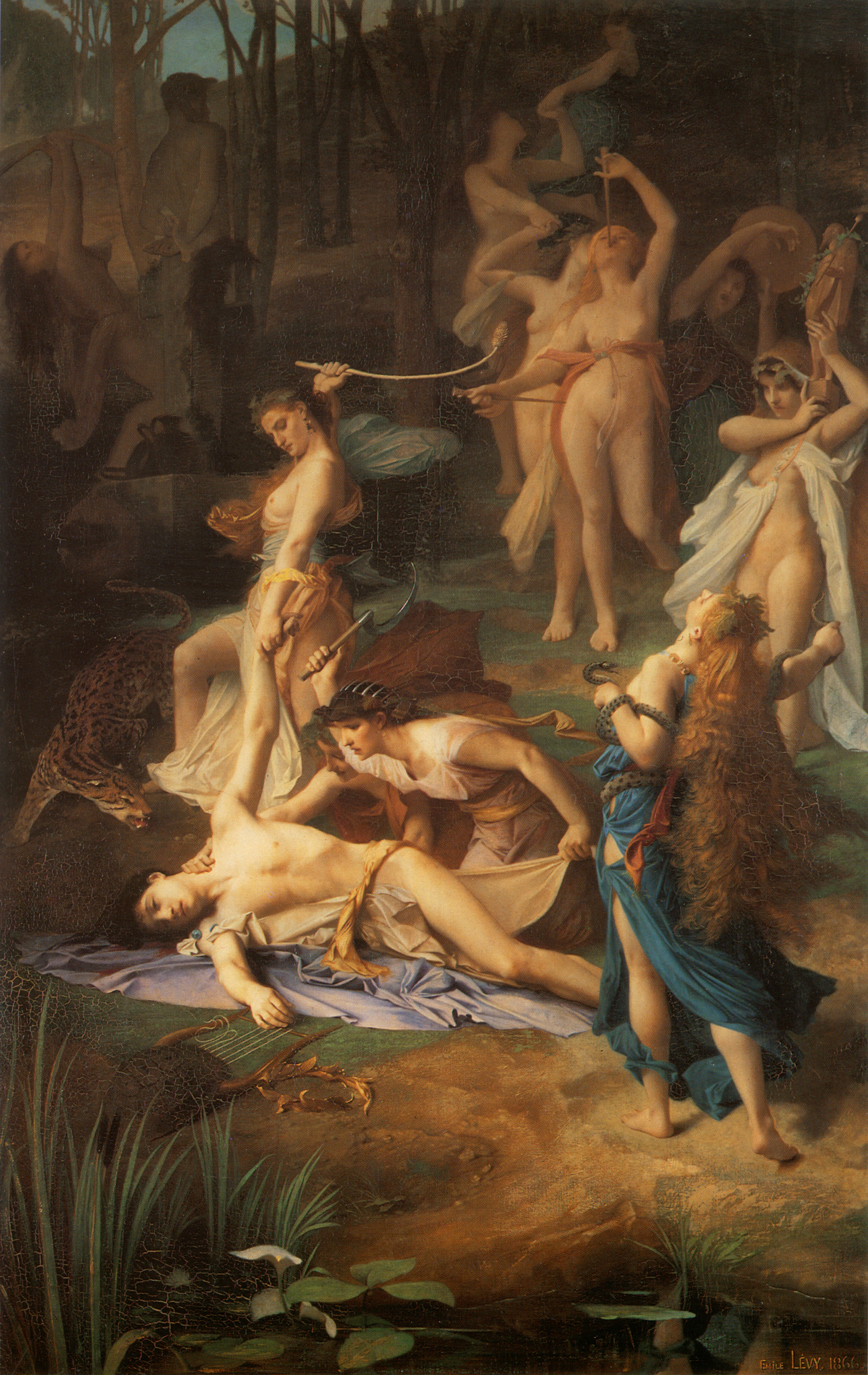
エミール・レヴィの『オルフェウスの死』。同じく1866年のサロンに出品され、本作品と同様に国家買い上げとなった。オルセー美術館所蔵。

作家・批評家のポール・ド・サン＝ヴィクトールは『ラ・プレッセ』紙におけるサロン評で、トラキアの少女を次のように記述している。

何人かの批評家はトラキアの少女にペルジーノやラファエロ・サンツィオの影響を見出した。たとえばエルネスト・ド・トワト（Ernest De Toytot）は彼女をペルジーノやラファエロの聖女を思い出させる、初期ルネサンスのイタリア貴族の若い女性と述べたうえで次のように評した。
テオフィル・ゴーティエもまた『ル・モニトゥール・ユニヴェルセル』紙上で次のように述べている。

しかしその一方で批判的な意見も見られた。エルネスト・ド・トワトは前述の言葉のすぐ後にマンテーニャの名を挙げて次のように述べている。

プリミティブな絵画への深い関心については、シャセリオーの師であるドミニク・アングルが青年時代に『玉座のナポレオン』や『ユピテルとテティス』といった作品で批判を受けているが、同様の批判はギュスターヴ・モローにおいてもつきまとった。たとえば2年前の『オウィディウスとスフィンクス』はマンテーニャの影響があまりにも強いと批判された。小説家・ジャーナリストのエドモン・フランソワ・バレンティン・アブーは『1866年のサロン』（Salon de 1866）の中で『オルフェウス』を時代錯誤と評した。

## 影響
モローの『オルフェウス』はその後の象徴主義絵画に大きな影響を与えることとなった。ギュスターヴ＝クロード＝エティエンヌ・クルトワ、エミール・レヴィ、ジャン・デルヴィル、アレクサンドル・セオン、オディロン・ルドンといった画家たちが、本作品に触発されて、竪琴とともに海岸に漂着したオルフェウスの首を描いている。

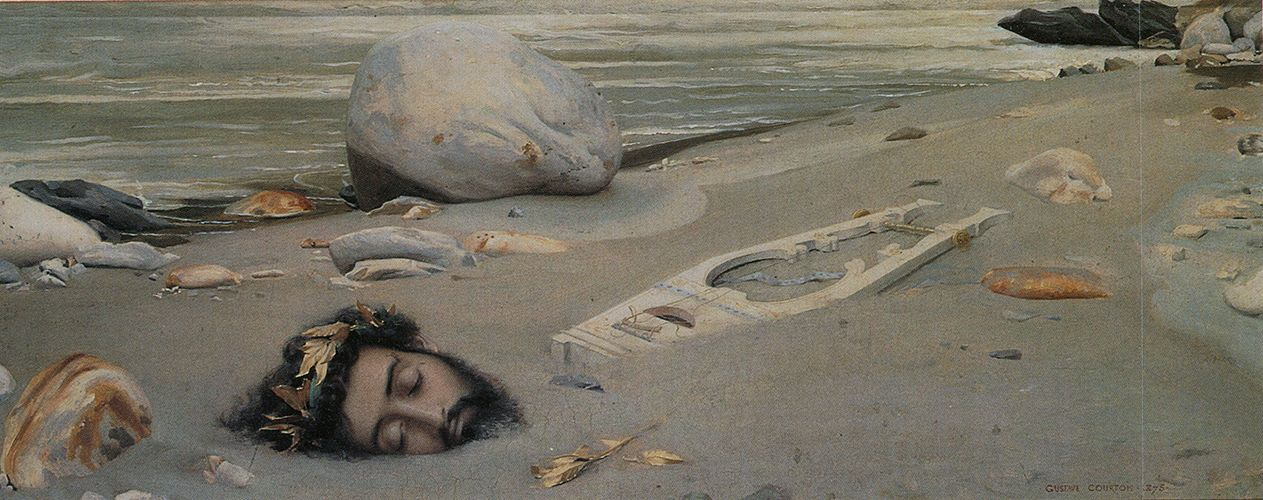
ギュスターヴ＝クロード＝エティエンヌ・クルトワ『オルフェウス』1875年 ポンタルリエ市立博物館所蔵
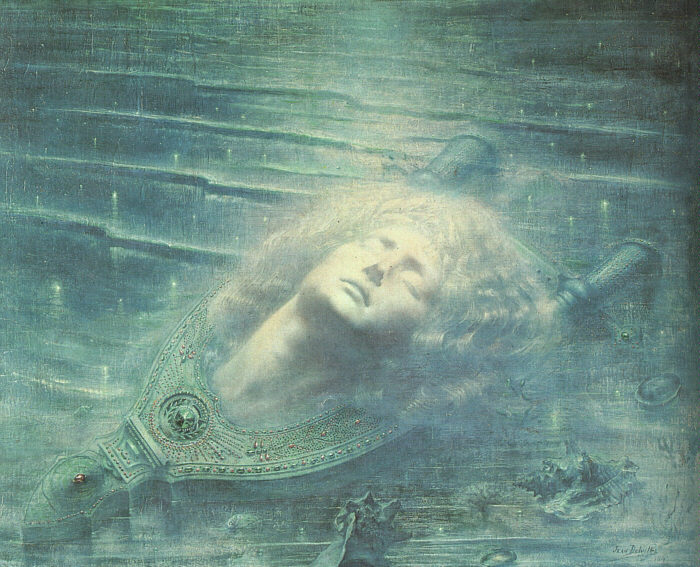
ジャン・デルヴィル『オルフェウスの死』1898年 ベルギー王立美術館所蔵
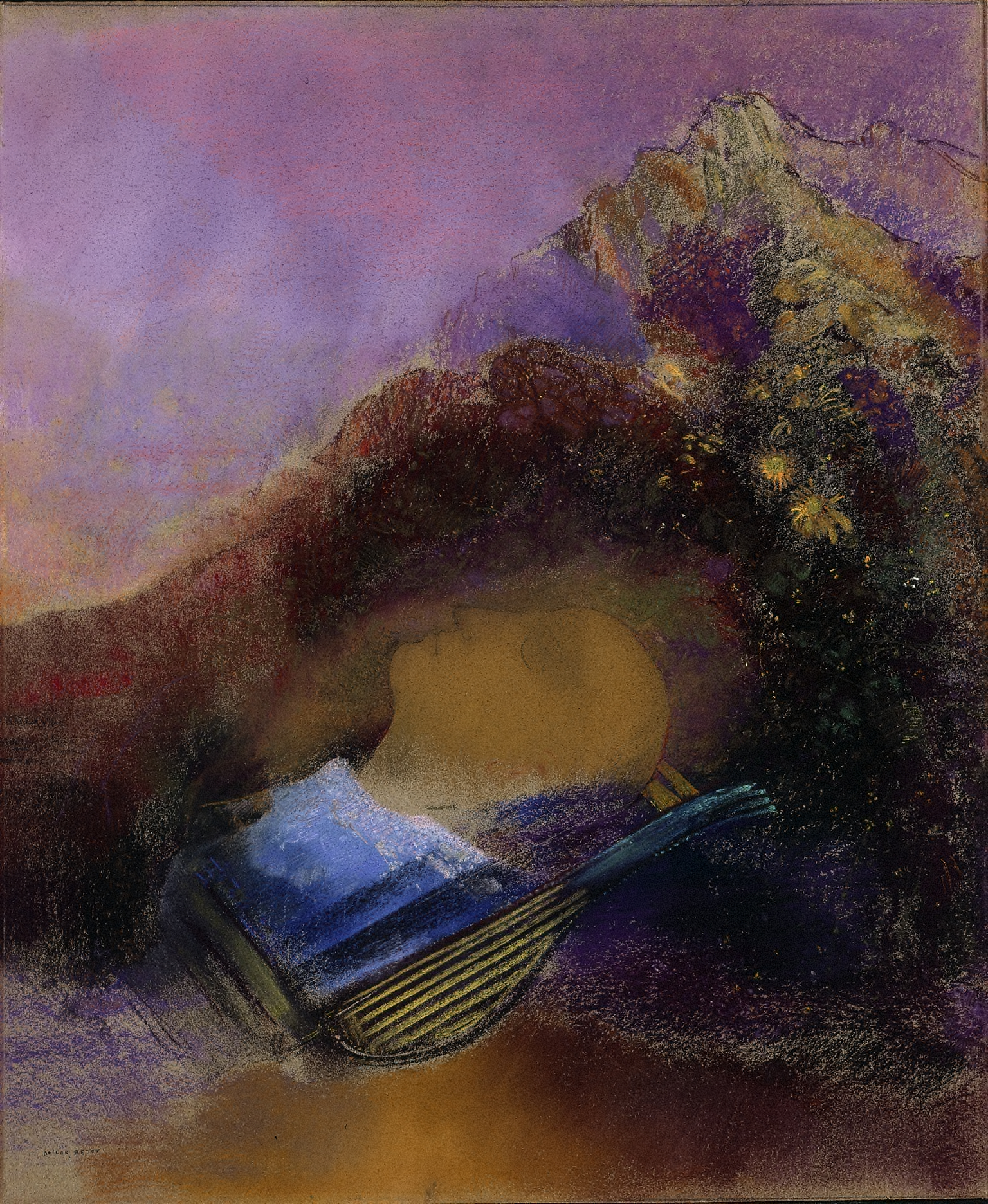
オディロン・ルドン『オルフェウス』クリーヴランド美術館所蔵

## 来歴
『オルフェウス』はサロンで好評を博し、1866年7月3日に8000フランで国家買い上げとなり、翌1867年に同時代の画家の作品を集めたパリのリュクサンブール美術館に収蔵された。同美術館では絵画は常設展示されたため、モローの生前で最も広く一般に知られた唯一の作品となり、版画の複製も制作された。その後1874年3月5日の法令により、同年、国立博物館に帰属、さらに1926年にルーヴル美術館に移管されたのち、1986年にオルセー美術館に配属された。

## ヴァリアント
モローは本作品の複製をいくつか制作している。その中でも特に知られているのは前年の1864年の年記を持つ水彩画のヴァリアントである。これはモロー研究者ピエール＝ルイ・マチュー（Pierre-Louis Mathieu）が称賛している作品で、レモンの木はトラキアの女の背丈まで伸び、背景の両側に配置された岩山は油彩よりも丁寧に仕上げられている。また異教のトラキアの少女の頭部に光輪が追加され、その輝きが拡散したかのように画面全体に金粉が使用されている。

## ギャラリー

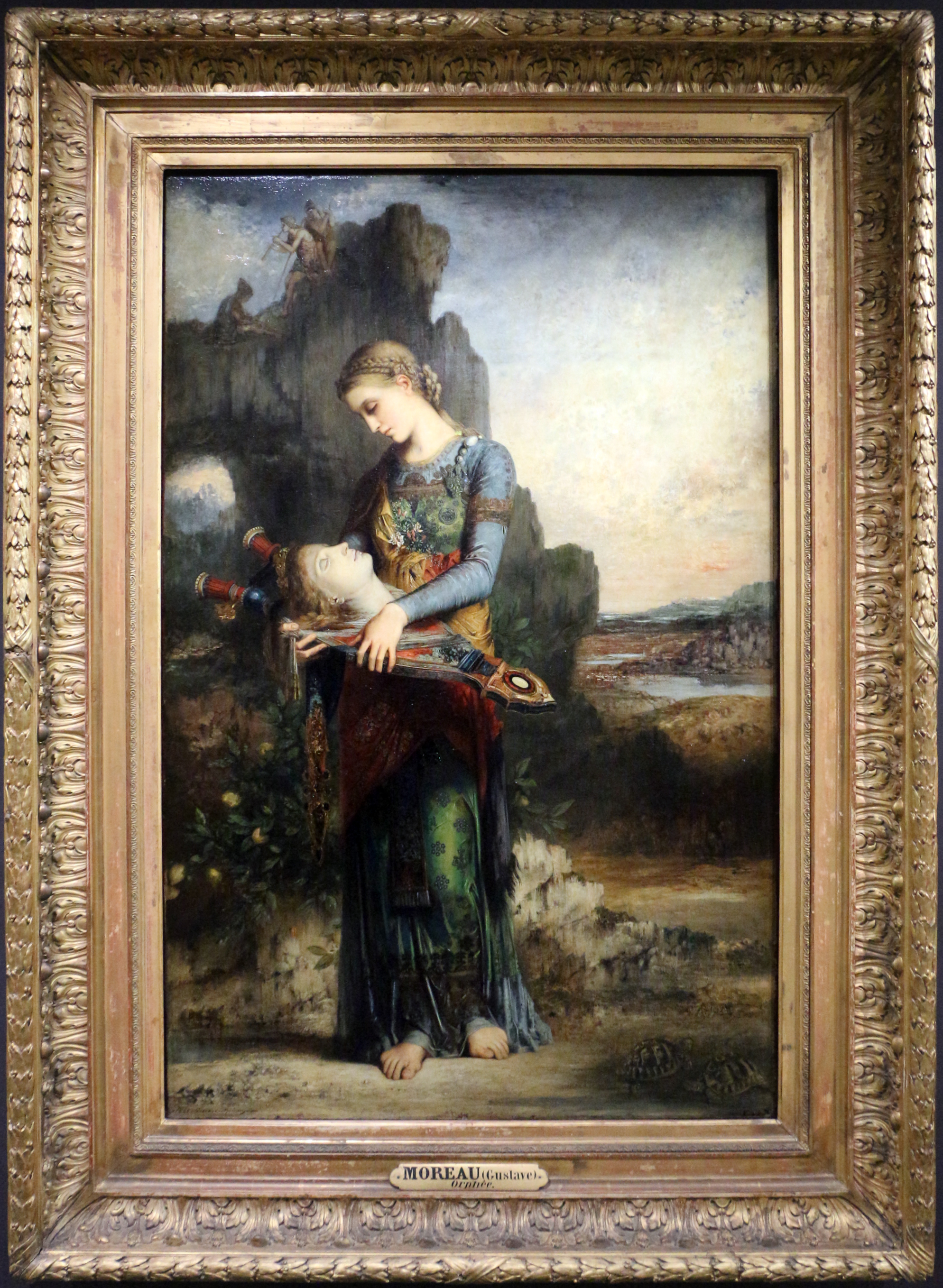
額縁
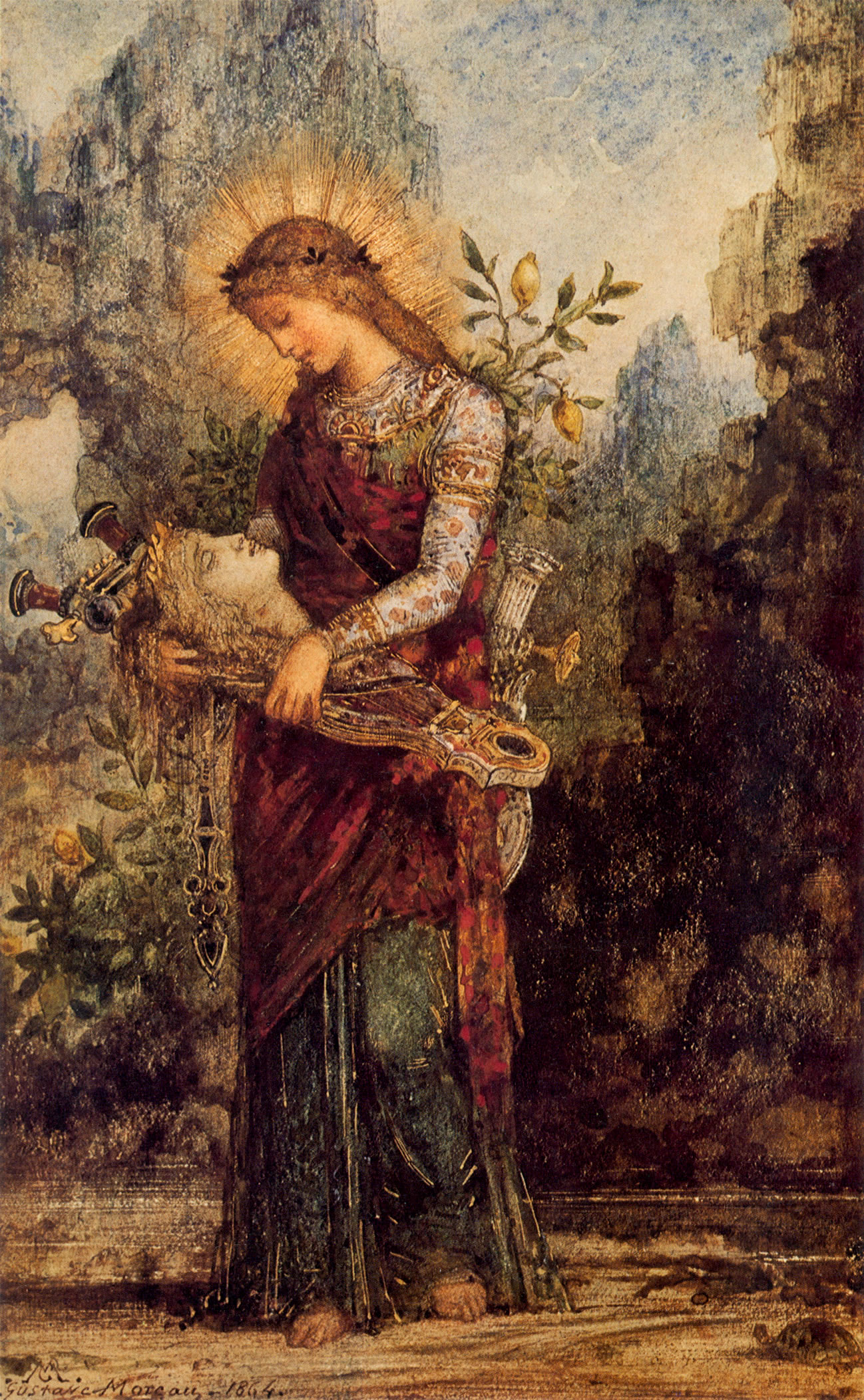
水彩画『オルフェウスの首を運ぶトラキアの女』1864年 個人蔵
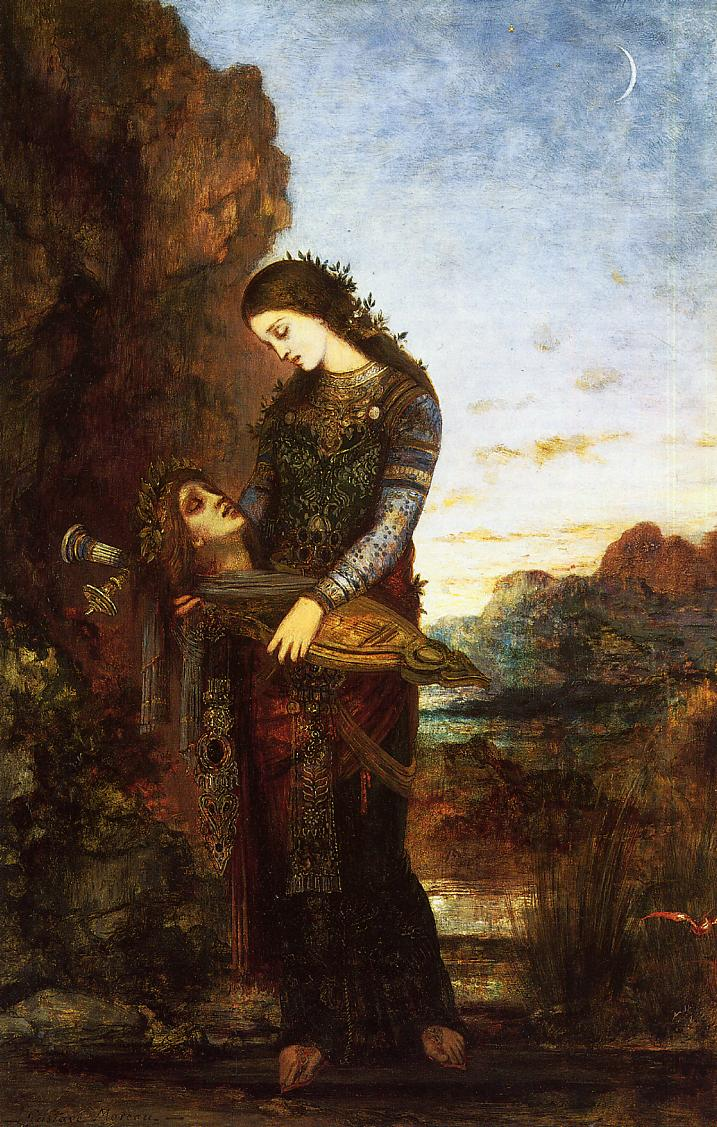
『オルフェウスの首を運ぶトラキアの女』1875年頃 個人蔵
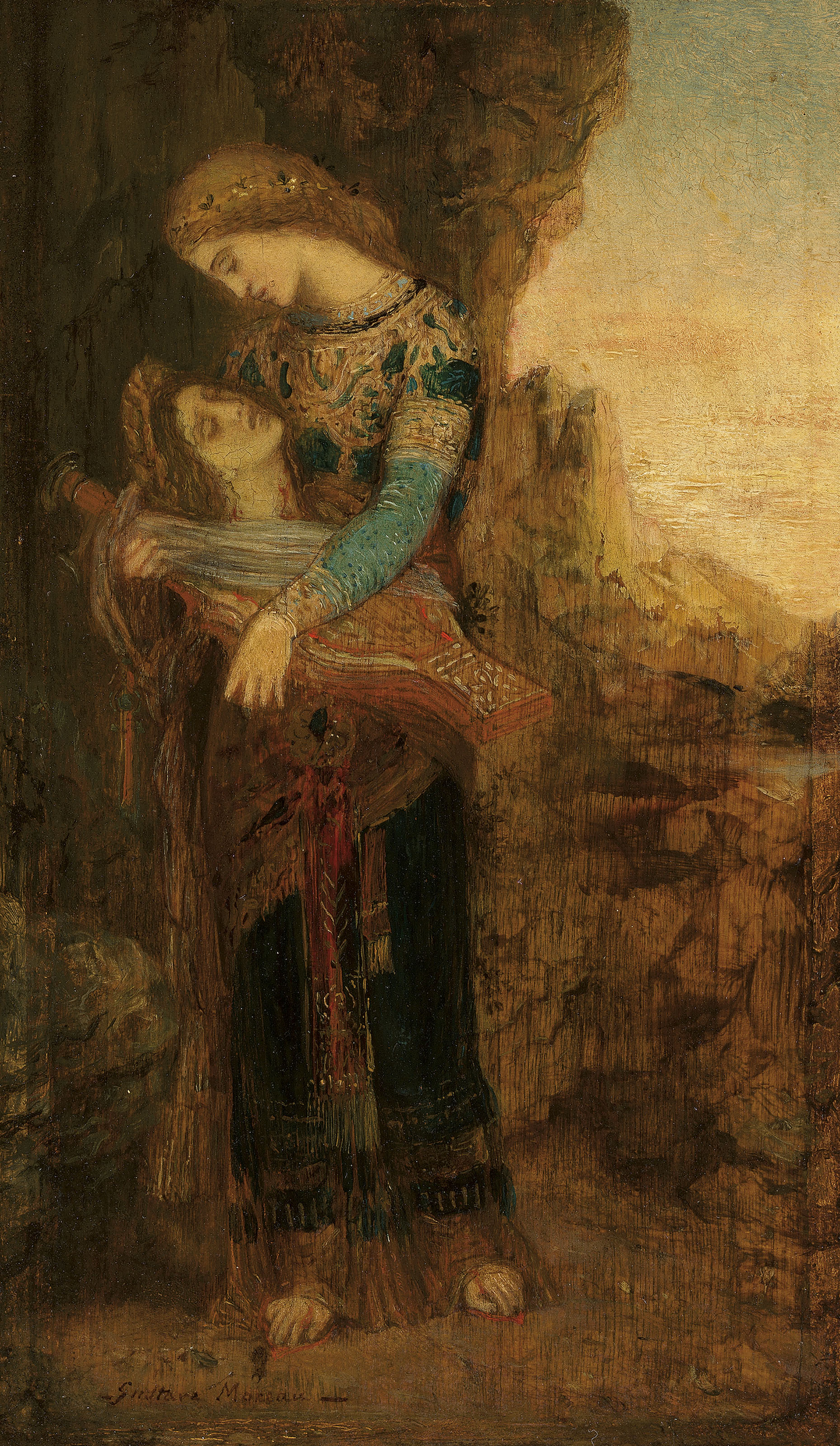
『オルフェウス』1865年頃 個人蔵